# Changshu Road
Changshu Road (常熟路) is een station van de metro van Shanghai, gelegen in het district Xuhui. Het station is onderdeel van lijn 1 (10 april 1995) en lijn 7 (5 december 2009) en ligt binnen de binnenste ringweg van Shanghai.
In de buurt van het station liggen de winkelstraat Huaihai Road en het Shanghai Conservatory of Music.